# Ursula Munch-Petersen
Ursula Munch-Petersen (født 29. december 1937 i Rønne, død 30. juni 2025) var en dansk keramiker, der blev en af de få kunstnere inden for nyere dansk design, der formåede at slå bro mellem på den ene side det frit formede kunsthåndværk og på den anden side funktionsbestemt design. Munch-Petersen er især kendt for det meget populære Ursula-stel fra Bing & Grøndahl / Den Kgl. Porcelainsfabrik (senere Royal Copenhagen og Royal Scandinavia) lanceret i 1991.

## Ungdomsliv
Ursula Munch-Petersen var datter af keramikeren Lisbeth Munch-Petersen og digteren og maleren Gustaf Munch-Petersen. Faderens slægt var kulturelt og akademisk fremtrædende med dansk-svenske forbindelser, mens moderen kom af den kendte bornholmske keramikerfamilie Hjorth, der siden 1859 havde drevet familieforetagendet L. Hjorths Terracottafabrik i Rønne. Morfaderen Hans Hjorth havde her som noget nyt i Danmark indført stentøjsproduktion efter egne eksperimenter 1905-12, og senere hjulpet sine døtre Lisbeth Munch-Petersen og Gertrud (gift Gertrud Vasegaard) med at starte eget værksted. Ursula M.-P. er altså oldebarn af Lauritz og Agnethe Marie Hjorth (stifterne af Hjorths keramikfabrik på Bornholm) og barnebarn af Hans Hjorth og Johanne Tvede Bruhn, der efter ca. 1910 var det kunstnerisk udviklende par på Hjorths fabrik. 
Ursula Munch-Petersen voksede, efter sin fars død under den Spanske borgerkrig i 1938, op med sin storesøster Mette og moderen Lisbeth Munch-Petersen i Gudhjem. Lisbeth M.-P. blev senere gift i 1947 med maleren Paul Høm, der havde 3 børn af tidligere ægteskab, og fik med ham yderligere 3 børn. Ursula M.-P. var glad for alle sine halvsøskende, men blev så stærkt involveret i børnepasning, at det gik ud over skolegangen, så hun endte med at måtte forlade Rønne Statsskole uden studentereksamen, og i 1953 blev “ung pige i huset” i Rønne. Derefter flyttede Ursula M.-P.  til København og boede hos sin farmor, den svenske bibliotekar og filolog Valfrid Palmgren Munch-Petersen (sv), der gav forelæsninger på Københavns Universitet, og som var med til at oprette KvindeRegensen. I disse år hos farmoderen, blev Ursula Munch-Petersens vej langsomt lagt med keramik som fokus. 
I 1962 giftede hun sig med maleren Erik Hagens.

## Arbejdsliv
Ursula Munch-Petersen vekslede igennem hele sin karriere mellem faste og løsere tilknytninger til de store keramikfabrikker og undervisningsinstitutioner, og selvstændige værkstedsarbejder. Ofte rejste hun og arbejdede med sin mand Erik Hagens i en fortløbende udveksling mellem keramikken og malerkunsten.
Ursula Munch-Petersens arbejder var dels inspireret af folkelig brugskunst, dels af hendes interesse for botanik, arkæologi og oprindeligt kunsthåndværk.
I Det Store Relief til Bornholmerfærgen M/S Bornholm, som har motiv fra Læså på Bornholm, vidner mylderet af dekorativt modellerede fugle, fisk, frøer, tudser og forsteninger om Ursula Munch-Petersens glæde ved naturen, som hun gerne ville henvende sig til børns nysgerrighed med.
Med fajancestellet “Ursula” (1991) skabte Ursula Munch-Petersen en udødelig klassiker i klare farver og organiske former, et velfungerende og inspirerende stel, hvor hendes lune humør skinner muntert igennem i udtrykket.
Babylon (1996) er en opstilling af 30 forskellige duftkrukker i fajance, stentøj, porcelæn og glas, formgivet i samarbejde med Ole Jensen, Morten Skriver og Christian Skeel, og er nu en permanent installation på museet for moderne kunst Kiasma (sv) i Helsinki.
Hun blev tildelt Bindesbøll Medaljen i 1994 med begrundelsen:
| „ | Ursula Munch-Petersen har med stor kunstnerisk autencitet arbejdet med formen, hvor både æstetik og funktion indgår uadskilleligt på den mest sublime måde | “ |

## Metode
Ursula Munch-Petersen ønskede at præge dagligdagens ting ud fra den tanke, at smukke funktionelle brugsting kan minde mennesker om at sanse rigt og leve enkelt. UM-Ps interesse for botanik og den organiske verden afspejlede sig som stiliserede motiver i hendes brugskunst, hvilket bl.a. blev tydeligt på udstillingerne 16 +, 1981 og 1984.  
Arbejdet blev gradvist tilføjet en poetisk og sanselig dimension. Det ses fx i hendes smør- og sildekrukker, fiskefade og andre beholdere, som hun første gang præsenterede i 1981. Her blev en præcis, funktionel indvendig form kombineret med en “tilfældig”, naturalistisk og udvendig form og dekoration.  
Desuden bidrog hendes optagethed af den måde hvorpå man inden for zoologi og botanik opdeler dyr og planter i systematiske enheder, til hendes arbejde med at udvikle sammenhæng i serier af steldele, fx næbkander og næbskåle. Et resultat af dette arbejde blev fajancestellet Ursula, fra 1991, med frit kombinerbare dele. 

## Undervisning og skribent
I 1973 blev Ursula Munch-Petersen ansat som lærer på Skolen for Brugskunst, en stilling, hun beklædte indtil 1990. I sin undervisning lagde hun vægt på "fri form" ud fra den erfaring og idé, at eksperimenterende form- undersøgelser kan bidrage til en mere frugtbar beskæftigelse med brugskeramikken. Tidligt i 1980’erne blev Ursula Munch-Petersen gennem sin undervisning for alvor bevidst om sit sigte som keramiker, så hun i 1982 skrev bogen "Lerformning" ud fra sine undervisnings-erfaringer og noter. Det var blevet vigtigt for hende at arbejde med enkle materialer og teknikker i et forsøg på at finde frem til grundlæggende, universelle former i forlængelse af funktionen.  
Foruden bogen "Lerformning" har hun skrevet en lang række artikler, hvor hun har diskuteret keramikkens formål og metode ud fra et etisk synspunkt. 

## Uddannelse
- 1954 vinteren 1954, arbejde på Hjorths fabrik i Rønne
- 1954-1955 assistent hos Lillemor Clement og Inger Folmer Larsens værksted i Hareskoven
- 1955 på Christian Poulsens værksted om sommeren
- 1955-1956 i Norge som “ung pige i huset” hos billedhuggeren Odd Hilt (no), og croquis-modellering hos billedhuggeren Nils Flagsted, Kunst- og Håndverkskolen Oslo
- 1956-1960 uddannelse som keramiker på Kunsthåndværkerskolen, København sammen med bl.a. Erik Magnussen. Sommerpraktik på Hjorths fabrik Bornholm
- 1960 afgang fra Kunsthåndværkerskolen
- 1968 gæstestuderende på Escuela de Diseño y Artesanias, Mexico City
- 1971 studier på Kunstakademiet, Afdeling for Mur- og Rumkunst hos Dan Sterup-Hansen
- 1971-72 studier på Kunstakademiets kunstpædagogiske afdeling hos Helge Bertram (uafsluttet)

## Ansættelser
- 1960-1961 Hjorths fabrik Rønne
- 1961-1968 Bing & Grøndahls eksperimentelle værksted
- 1973-1990 Lærer ved Skolen For Brugskunst

## Rejser og udlandsophold
- Spanien og Frankrig, 1962, med Erik Hagens
- Ægypten, 1963, med Kunstakademiet og Erik Hagens
- USA og Mexico, 1967-1968, med Erik Hagens og søn
- Italien, 1970, besøge keramikeren Grethe Thøgersen
- Tunis, 1971
- Mexico, 1988
- Ukraine, 1997
- Kina, 2002

## Legater
- 1962 Hofjuveler Poul Michelsens Jubilæumslegat
- 1969 Legatmidler fra Danmarks Nationalbanks Jubilæumsfond af 1968
- 1970 Keramiker Ville Christensen legat
- 1971 Styrhs legat
- 1973 Statens Kunstfond
- 1975 Adminstrator Johs. Krøiers Fond
- 1978 Ole Haslunds Fond
- 1980 Håndværkerrådets legatmidler
- 1986, Legatmidler fra Danmarks Nationalbanks Jubilæumsfond, urtepotter til Botanisk have
- 1988 Statens Kunstfond, 3 årigt arbejdslegat
- 1990, Ole Haslunds Kunstnerfond
- 1996, Viggo Jarls legat
- 1997, Legatmidler fra Danmarks Nationalbanks Jubilæumsfond, urtepotter til Vejen
- 1998, Ny Carlsbergfondet, urtepotter til Botanisk have
- 1998, Kulturministeriet, Den livsvarige ydelse
- 2000, Anne Marie Telmányis legat
- 2001, Danmarks Nationalbanks Jubilæumsfond Hæderslegat
- 2002, Klara Karolines Fond

## Priser, udmærkelser og medaljer
- 1960 Sølvmedalje for Teknisk Skoles Prisopgave og Achens Legat
- 1986, Kunsthåndværkerrådets Årspris
- 1991, Kay Bojesen Prisen
- 1991, World Crafts Councils “Inter Play”, tildelt udmærkelse, Bratislava
- 1993, Design Plus prisen, Frankfurt am Main
- 1994, Bindesbøll Medaljen
- 2001, Formlandprisen, for SAS service af Ursula Munch-Petersen og Bo Bonfils
- 2001, Ridder af Dannebrog
- 2003, Prins Eugens Medalje
- 2016 C.F. Hansen Medaljen

## Stillinger og hverv
- 1973, Hjorths Fabrik, Stentøjsprototyper til stel til Huset i Magstræde, Nationalbankens Jubilæumsfond
- 1976, Kähler Keramik, forsøg med saltglaseret stentøjsproduktion sammen med Richard Kjærgaard, Danmarks Nationalbanks Jubilæumsfond
- 1987-2002, efter “Fajancetræf” på Den Kgl. Porcelainsfabrik, tilknyttet Royal Scandinavia
- 1989, medlem af Akademirådets Udvalg for Offentlig Brugskunst
- 1995, medlem af kunstnersammenslutningen Den Frie
- 1999, medlem af Kulturministeriets Evalueringsudvalg om Designuddannelserne
- 2000, medlem af bestyrelsen i Danish Craft

## Udstillinger
- Landsforeningen Dansk Kunsthåndværk på Charlottenborg, prøvefelter til Det Store Keramiske Relief til M/S Bornholm, 1961
- Landsforeningen Dansk Kunsthåndværk på Charlottenborg, “Måltidet og Kunsten”, 1963
- Landsforeningen Dansk Kunsthåndværk i Aalborg og Esbjerg, 2 års prisvindere i kunsthåndværk og formgivning, 1963
- Bing & Grøndahls udstillingslokale, Amagertorv, 1963
- “Danish Fortnight”, Neiman Marcus, Dallas Texas, + Nordiska Kompaniet Stockholm, “Signerat Stengods”, 1964
- Bing & Grøndahls udstillingslokale, Amagertorv, “Fire viser stentøj”, med Steen Lykke Madsen, Erik Magnussen og Edith Sonne Bruun, 1964
- Escuela de Diseño y Artesanias, Mexico City, 71 værker, sammen med Erik Hagens, 1967
- Den Permanente, repræsenteret på udstilling om fri keramik og glaskunst, 1969
- Den Frie Udstilling, gæsteudstiller, 1971
- Den Permanentes kælder, At være Keramiker, 1972
- Bornholms Museum, Kunstindustrimuseet, Århus Kunstmuseum,  L. Hjorth - En Keramisk fabrik, 1977
- Louisiana, - jeg gik mig over sø og land - Børn er et folk, 1978
- “16+”, Kunstindustrimuseet, Overformede Genstande, smørkrukken, sildekrukken, fiskefadene, vaser, urner, 1984
- Statens Kunstfonds lokaler, Kunsthåndværk og Design, mfl., 1983
- Hjortespring Bibliotek, “Tepotter - udstilling af Ursula Munch-Petersen”, 1983
- Kunstindustrimuseet, “16+”,  Serveringsdele til brug for udendørsservering, 1984
- Vejle Kulturhus, “Blomster til Vejle”, 1984
- Stockholms Kulturhus, “De Danske”, 1984
- Galleri K, separatudstilling, 1985
- Clausens Kunsthandel, Billedalfabet, 1990
- Nordform Malmø, repr. på udstillingen 104 kunstnere fra de nordiske lande, 1990
- Kunstindustrimuseet, repr. På udstillingen “Brændpunkt”, 1990
- Århus Kunstforening, repr. på “Dansk keramik 1991”
- Royal Copenhagen, separatudstilling præsentation af Ursula stellet, 1991
- Tallin Art Hall, repr. på “Living design from Denmark”, 1992
- Gladsaxe Bibliotek, separatudstilling, 1993
- Forma messen, repr., 1993
- Galleri Nørby, repr. på udstillingen “Fad, skåle, kander”, 1993
- Galleri Nørby, repr. på udstillingen “Lysestageorgie”, 1993
- Den Frie, Kunsthåndværkerrådets udstilling “Dagligdagens rum og ritualer”, deltager i projektgruppe
- Marienlyst Slot, repr. på udstillingen “Den keramiske kande”, 1994
- Trapholt, repr. på Keramiktriennalen, 1995
- Sophienholm, repr. på udstillingen “Dansk design aktuelt” med Ursula, 1995
- Clausens Kunsthandel, separatudstilling “100 fade”, 1995
- Circulo de Bellas Artes, repr. på udstillingen “Living Design in Denmark”, Madrid og Barcelona, 1995
- Galleri Nørby, repr. udstillingen “Lærer og elev”, 1995
- Kunstindustrimuseet, repr. Udstillingen “Kunsthåndværk-Design-Biennale”, 1995
- Det Danske Hus Paris, repr. Udstillingen “Royal Copenhagen”, 1995
- Sophienholm, repr. Udstillingen “Royal Copenhagen, kunstindustri”, 1996
- Esbjerg Kunstmuseum, bidrog til installationen “Babylon” med Morten Skriver og Christian Skeel, 1996
- Gammel Dok, repr. Udstillingen “Duplica”, 1996
- Bornholms Kunstmuseum, “Keramik og Maleri”, s.m. Erik Hagens, 1997
- Vejen Museum, Clausens Kunsthandel, Holstebro Museum, retrospektiv udstilling, 1997
- Frankfurter Messen, “Designers Gallery”, 1997
- Albertslund Rådhus, “Kunsten og arbejderen”, Ursula Munch-Petersen og Erik Hagens, 1997
- Royal Copenhagen, “Køkkenting”, 1998
- Gustav-Lübcke-Museum (de), repr. Udstillingen “Living Design - Dialogue”, Litauen, Letland, Estland 1998-1999
- Den Frie, Store Urtepotter til Botanisk Have, 1999
- Clausens Kunsthandel, separatudstilling “Vaser”, 2000
- Kunstindustrimuseet, repr. 225 års jubilæumsudstilling for Den Kgl. Porcelainsfabrik med Ursula og Jubilæumsstellet, 2000
- Galleri Nørby, “Ursula Munch-Petersen og Signe Persson-Melin”, 2000
- American Craft Museum New York, deltager I vandreudstillingen “From the kilns of Denmark”, senere Mass., San Diego, Wisc., og Paris, 2003-2004
- Clausens Kunsthandel, Vejen Kunstmuseum, separatudstillingen “Mit Dukkestel”, 2003

## Værker
- Det Store Keramiske Relief, på M/S Bornholm, 1961
- Springvand, Otto Mønsteds Kollegium, KAB og Statens Kunstfond, 1963
- Stort Keramisk Relief, Randers Realskole, Statens Kunstfond, 1967
- Gavludsmykning, Kirstinevang Ballerup, sammen med Gitte Skjold Jensen og Birgit Diemer, 1972
- Urtepotter, kummer mm. til Botanisk Have, Kbh., sammen med Lis Biggas, Helle Ritting og Helle Vibeke Steffensen, 1985, 1986-87, 1988, 1989
- Service til Huset, Magstræde, Kbh., 1973
- Sildekrukke, Kunstindustrimus, 1981
- Smørkrukke, Kunstindustrimus, 1982
- Serveringsdele til 16+ udst., Kunstindustrimus, 1984
- Krans (grønglaseret, Kunstindustrimus, 1986
- Repr. på bl.a. Trapholt
- Repr på Bornholms Mus.
- Billedalfabet, Espergærde Bibl., s.m. Erik Hagens, 1990
- Ursula stellet, Royal Copenhagen, 1992
- Broudsmykning, Hvidovre Station, emalje, 1992
- Lærkestellet, sammensat af dele skabt af Ursula Munch-Petersen, Beate Andersen, Bente Hansen, Steen Lykke Madsen, Bodil og Richard Manz, Sys Thomsen, Hans og Birgitte Börjeson, 1994

## Konkurrencer
- Ibi Trier Mørch: Formgivning af en turistsouvenir, 1970
- Basisstel, Den Kgl. Porcelainsfabrik, 1983
- Vandkunst til Islands Brygge strandpark, 1996

## Film
- 1970-71 Medvirker i Chr. Braad Thomsens afgangsfilm Revolution

## Skribent
- 1974, fagbladet Danskform - Dansk Kunsthåndværk og Industriel Design, artikel
- 1980, Politiken, artikel, “Drejer det sig kun om et kønt ydre?”
- 1982, Eks-skolens Forlag, “Lerformning”,
- 1982, Politiken, artikel, “Efter en glasudstilling” og “ Kast ikke med sten,…”
- 1986, Skolernes Småbørnspædagoger, “Den skabende proces og værkstedsfagene”,
- 1986, i bogen “Objects One”, “The function of a container”
- 1987, bogen “Kunsthåndværk og strejflys”, “Kunsthåndværk som kultur, livsform og produkt”, sam.med Snorre
- Stephensen
- 1997, Dansk Kunsthåndværk nr 1, artikel “Springet mlm åndens og håndens arbejde - kan det overhovedet være en profession at være kunstner”
- 1999, Dansk Kunsthåndværk nr4, artikel “Den dybe tallerken - endnu engang”
- 2002, Scandinavian Journal of Design History, artikel “Håndværk, design og industri år 2001..”
- 2002, Politiken, kronik “Håndens og åndens værk”